# Рочестерски институт технологије
Рочестерски институт технологије (РИТ, енгл. Rochester Institute of Technology) је приватни универзитет у граду Хенријети, који се налази у метрополитанској области Рочестер. Основан 1829. године, тренутно је десети приватни универзитет у САД по броју студената. Међународно је познат по својим научним, рачунарским, инжењерским и уметничким програмима, као и по Националном техничком институту за глуве, водећој институцији за образовање глувих која пружа могућности образовања за више од 1.000 глувих и наглувих студената.
Чини га око 19.000 студената, односно око 16.000 преддипломаца и 3.000 дипломаца. Студенти долазе из свих 50 држава САД и из више од 100 земаља широм света. Универзитет има више од 4.000 активних наставника и особља који се ангажују са студентима у широком спектру академских активности и истраживачких пројеката. Такође има огранке у иностранству, своје глобалне кампусе, међу којима је и Србија у којој ради РИТ Косово.
Једанаест бивших студената и професора добили су Пулицерову награду, освојивши их укупно 15.